# Голдони-Стиша (Авелино)
Голдони-Стиша је насеље у Италији у округу Авелино, региону Кампанија.
Према процени из 2011. у насељу је живело 23 становника. Насеље се налази на надморској висини од 503 м.